# Charles Olson
Pour les articles homonymes, voir Olson.
Charles Olson,,, né le 27 décembre 1910 à Worcester dans l'État du Massachusetts et mort le 10 janvier 1970 à New York, est un poète, essayiste, universitaire américain représentant  du courant post moderniste et qui a lancé l'école dite « projectiviste » du Black Mountain College.

## Biographie
Charles Olson est le fils de Karl Joseph Olson et de Mary Theresa Hines, une famille ouvrière. Ses parents emmèneront régulièrement Charles passer l'été à Gloucester dans le Massachusetts, un village de pêcheurs. Les souvenirs de ces étés marqueront l'inspiration de Charles Olson.
Après ses études secondaires, il entre à la  Wesleyan University, il y obtiendra son Bachelor of Arts en 1932 et son Master of Arts en 1933. Son mémoire de master portait sur Herman Melville. Il commence en 1934 sa carrière d’universitaire en devenant chargé de TD à l'Université Clark, il y restera jusqu'en 1936, pour entrer comme assistant à l'Université de Harvard. En même temps qu'il y donne des cours de littérature anglaise, il suit des conférences dans le but de présenter une thèse de doctorat (Ph.D). bénéficiant d'une bourse de la fondation Guggenheim, il abandonne son projet de thèse pour rédiger un livre qui sera un développement de son mémoire de master, livre qui sera publié en 1947 sous le titre de Call Me Ishmael.
Il enseignera au Radcliff College de 1937 jusqu'en 1942 où il travaillera pour le American Civil Liberties Union pour participer à la propagande anti-nazie. Son engagement le fait remarquer des instances du parti Démocrate, alors qu'il aurait pu embrasser une carrière politique, en 1948, il retourne à l'enseignement comme professeur au Black Mountain College pour remplacer Edward Dahlberg (en). En 1951, il est appelé pour succéder à Josef Albers, pour diriger le Black Mountain College, poste qu'il occupera jusqu'à la fermeture de l’établissement en 1957.
Il retourne à Gloucester en 1957. En 1963, il sera maître de conférences à l'Université d'État de New York à Buffalo, poste qu'il occupera jusqu'à une dépression consécutive au décès de son épouse en 1964 le diminue en 1965. En 1969, il est engagé pour donner des conférences à l'Université du Connecticut, mais rapidement, il est terrassé par un cancer du foie.
Les manuscrits de Charles Olson sont consultables aux "Olson Archive" de l'Université du Connecticut et au "Harry Ransom Humanities Research Center" de l'Université du Texas à Austin.
L'université Simon Fraser a créé en 2011 le prix Charles Olson.

## Premiers écrits
Son premier livre, Call Me Ishmael (1947), est une étude sur le Moby Dick d'Herman Melville, basée sur sa propre thèse de doctorat inachevée à Harvard. Dans son pamphlet Projective Verse, paru en 1950 (manifeste du postmodernisme), Olson ouvre la perspective d'un mètre de la poésie basé sur le souffle du poète et donc d'une construction à partir des sons et des liens entre les sensations plutôt que sur la syntaxe et la logique. Il applique cela dans son poème The Kingfishers, publié en 1949 puis édité dans son premier recueil de poèmes : In Cold Hell, in Thicket (1953). Son second recueil, The Distances, est publié en 1960. 
De 1951 à 1956, Olson fut le recteur du Black Mountain College, collège expérimental situé en Caroline du Nord, et programma durant cette période des workshops avec des créateurs tels que : 
John Cage, Robert Creeley, Allen Ginsberg, Robert Duncan, Fielding Dawson, Jonathan Williams, Ed Dorn, Stan Brakhage.

## The Maximus Poems
En 1950, Olson commence à écrire The Maximus Poems, projet qu'il n'accomplira pas avant sa mort. Il y explore l'histoire de l'Amérique, mais aussi bien les dimensions épiques de lieux comme le Massachusetts et plus spécifiquement Gloucester où il réside. L'œuvre fait parler Maximus, en partie inspiré de Maxime de Tyr, un philosophe grec itinérant, et en partie d'Olson lui-même. Le dernier volume, inachevé, présente un Gloucester idéal, où les valeurs de communauté remplacent celles du commerce.

## Liste des œuvres

### Recueils de poésies
- Selected Poems of Charles Olson, éd. University of California Press, 1993,
- A Nation of Nothing But Poetry: Supplementary Poems, éd. Black Sparrow Press, 1989,
- The Collected Poems, éd. University of California Press, 1987,
- The Maximus Poems, éd. University of California Press, 1985,
- Muthologos II, éd.  Bookpeople, 1980,
- Maximus Poems Iv, V, Vi, éd. Cape, 1968,
- In Cold Hell, In Thicket, éd.  Four Seasons, 1967,
- O'Ryan 1 2 3 4 5 6 7 8 9 10, éd. White Rabbit Press, 1965,
- Maximus, from Dogtown - I, éd. Auerhahn, 1961,
- Distances, éd. Random House Trade Paperbacks, 1960,
- The Maximus Poems, éd.  University of California Press, 1960,

### Essais, conférences et autres écrits
- Charles Olson at Goddard College, éd.  Cuneiform Press, 2011,
- Citizens Rule Book, éd. Whitten Printers, 2011,
- The Principle of Measure in Composition by Field: Projective Verse II, éd. Chax Press, 2010,
- A Charles Olson Reader, éd. Carcanet Press, 2005,
- The Portal Spell, éd. America Star Books, 2003,
- The Special View of History: Lectures at Black Mountain, 1956, éd. Barrytown Limited, 1999,
- Collected Prose, éd.  University of California Press, 1997,
- Charles Olson/Modern Critical Views Series 2, éd.  Chelsea House Pub, 1994,
- Charles Olson and Ezra Pound: An Encounter at St. Elizabeths, éd. Athena, 1975,
- Post Office, éd. City Lights Books, 1975,
- Additional prose: A bibliography on America, Proprioception & other notes & essays, éd. Four Seasons Foundation, 1974
- Poetry and Truth the Beloit Lectures, éd. Pergamon Press, 1971,
- Casual mythology, éd. Four Seasons Foundation, 1969,
- Pleistocene Man, éd. The Institute of Further Studies, 1968,
- Mayan Letters, éd. Cape editions, 1968,
- Charles Olson Reading at Berkeley, éd. Coyote, 1966,
- Selected Writings, éd. New Directions Publishing Corporation, 1966,
- Proprioception, éd. Four Seasons Foundation, 1965,
- Human Universe and Other Essays, éd. Grove Press, 1965,
- A Bibliography On America for Ed Dorn, éd. Four Seasons, 1964,
- Call Me Ishmael, éd. Johns Hopkins University Press, 1947

### Correspondance
- Letters for Olson, éd. Spuyten Duyvil Publishing, 2016,
- Evidence of What Is Said: The Correspondence Between Ann Charters and Charles Olson about History and Herman Melville, éd. Tavern Books, 2015,
- After Completion: The Later Letters of Charles Olson and Frances Boldereff, éd. Talonbooks, 2013,
- Selected Letters, éd. University of California Press , 2001,
- Charles Olson & Cid Corman: Complete Correspondence 1950-1964, Volume 2, éd.  National Poetry Foundation, 1991
- Charles Olson & Cid Corman: Complete Correspondence 1950-1964, Volume I, éd. National Poetry Foundation, 1987,
- Charles Olson & Robert Creeley: The Complete Correspondence, éd. Black Sparrow Books, 1980,
- Letters for Origin 1956, éd. Paragon House, 1969,

### Théâtre
- The Fiery Hunt and Other Plays, éd. Four Seasons Foundation, 1977,

## Traductions françaises
- La vraie vie d'Arthur Rimbaud, traduction et notes de Auxeméry, Editions de la Librairie Olympique, 2017,
- Les poèmes de Maximus, traduction, présentation et glossaires de Auxeméry, Éditions de la Nerthe, 2009,
- Les martins-pêcheurs, Vers projectif et autres poèmes, traduction et présentation de Auxeméry, éd. Ulysse Fin de Siècle, 2005,
- Cette île est la mienne, écrivains et poètes de Nouvelle-Angleterre, éd. Théâtre Typographique, 2004,
- Commencements [textes de diverses origines], trad. de Vincent Dussol, Holly Dye, Éric Giraud, Pascal Poyet, Bernard Rival, Bénédicte Vilgrain, éd. Théâtre typographique, 2000,
- Lettres Mayas, trad. de Vincent Dussol, avec une introduction. de Kenneth White, éd. Trois cailloux, Maison de la culture d’Amiens, 1990,

- Appelez-moi Ismaël, trad. de Maurice Beerbloch, éd. Gallimard, 1962 ; Héros-Limite, 2024.

## Prix et distinctions
- 1969 : National Endowment for the Arts
- 1965 : Oscar Blumenthal Prize délivré par Poetry magazine,.
- 1961 : Longview Foundation award pour The Maximus Poems,
- 1952 : Wenner-Gren Foundation grant[12],
- 1948 : boursier de la fondation Guggenheim[13],
- 1939 : boursier de la fondation Guggenheim[13].